# Dakota Johnson
Dakota Mayi Johnson (sinh ngày 4 tháng 10 năm 1989) là một diễn viên, người mẫu người Mỹ. Cô là con gái của cặp đôi diễn viên nổi tiếng Melanie Griffith và đạo diễn Don Johnson. Cô bắt đầu sự nghiệp diễn xuất khi cùng mẹ đóng trong bộ phim hài kịch Crazy in Alabama (1999) và được gọi là Miss Golden Globe năm 2006. Sau khi tốt nghiệp trung học, Dakota Johnson trở lại với những vai diễn trong các bộ phim The Social Network (2010), Beastly (2011), Số 21 phố Jump (2012), Need for Speed (2014), bộ phim ngắn Ben and Kate (2012-2013) và Năm mươi sắc thái đen (2017).
Cô trở nên nổi tiếng toàn thế giới với vai diễn Anastasia Steele trong bộ phim Năm mươi sắc thái và giành được People's Choice Awards cho Nữ diễn viên phim chính kịch được yêu thích nhất. Cùng năm đó, cô lại tiếp tục gây chú ý với vai diễn trong Black Mass và A Bigger Splash. Dakota Johnson cũng nhận được đề cử BAFTA cho Ngôi sao mới nổi trong bộ phim Năm mươi sắc thái và Black Mass. Năm 2016, Dakota xuất hiện trong bộ phim hài lãng mạn Tuyên ngôn độc thân và tiếp tục đóng vai Anastasia Steele trong Năm mươi sắc thái Đen và Năm mươi sắc thái tự do.
Johnson đã xuất hiện trong các bộ phim như bộ phim tội phạm Black Mass (2015), bộ phim truyền hình A Bigger Splash (2015) của Luca Guadagnino, bộ phim hài lãng mạn How to Be Single (2016), bộ phim kinh dị siêu nhiên Suspiria (2018), bộ phim kinh dị Bad Times at the El Royale (2018), phim kinh dị tâm lý Wounds (2019), The Peanut Butter Falcon (2019) và The Lost Daughter (2021) của Maggie Gyllenhaal.

## Tiểu sử
Dakota Mayi Johnson sinh ngày 4 tháng 10 năm 1989, tại Bệnh viện Brackenridge ở Austin, Texas. Cha của cô đã quay bộ phim The Hot Spot ở Texas khi cô được sinh ra. Ông bà ngoại của cô là giám đốc điều hành quảng cáo và cựu diễn viên nhí Peter Griffith và nữ diễn viên Tippi Hedren. Cô là cháu gái của nữ diễn viên Tracy Griffith và nhà thiết kế sản xuất Clay A. Griffith. Cha dượng cũ của cô là nam diễn viên Tây Ban Nha Antonio Banderas. Johnson có sáu anh chị em cùng cha khác mẹ: về phía mẹ, cô có một anh trai cùng cha khác mẹ, Alexander Bauer, và một em gái cùng cha khác mẹ, Stella Banderas; về phía cha, cô có ba người anh em cùng cha khác mẹ - Jesse, Jasper, Deacon - và một người chị cùng cha khác mẹ, Grace Johnson.
Vì công việc của cha mẹ, Johnson đã dành phần lớn thời thơ ấu của mình ở nhiều địa điểm khác nhau cùng họ trên phim trường và các buổi công chiếu, mặc dù cô đã dành nhiều thời gian ở Aspen và Woody Creek, Colorado, nơi cô làm việc trong mùa hè ở chợ địa phương khi còn là một thiếu niên. Ở Woody Creek, cô là hàng xóm với Hunter S. Thompson, người mà cha cô là bạn lâu năm, người thường đến nhà họ vào sáng sớm, thông báo về sự hiện diện của ông bằng cách xả súng. Cô đã theo học tại Trường Cộng đồng Aspen trong một thời gian. Johnson nhớ lại: "Tôi thường xuyên không bị mắc kẹt và không bị ràng buộc, tôi không có neo ở đâu cả. Cô theo học tại Trường Santa Catalina ở Monterey, California, cho năm thứ nhất trung học trước khi chuyển đến Trường New Roads tư thục ở Santa Monica, California.
Johnson bắt đầu quan tâm đến việc làm người mẫu ở tuổi 12 sau khi tham gia một buổi chụp ảnh với con của những người nổi tiếng khác cho Teen Vogue, và sau đó kiếm được thu nhập làm người mẫu khi học trung học ở Santa Monica. Cô ấy đã phải vật lộn với chứng trầm cảm từ khi khoảng 14 tuổi và đã kiểm tra để phục hồi chức năng. Johnson thích diễn xuất khi còn nhỏ, dành thời gian đáng kể trên phim trường với cha mẹ cô, nhưng họ đã ngăn cản cô theo đuổi nghề này cho đến khi cô tốt nghiệp trung học. Sau khi tốt nghiệp trung học, cô bị Juilliard ở Thành phố New York từ chối. Buổi thử giọng của cô ấy có trang bìa của một bài hát Radiohead.

## Sự nghiệp

### 1999–2014: Bắt đầu
Năm 1999, Johnson ra mắt bộ phim Crazy in Alabama , nơi cô và chị gái Stella Banderas đóng vai con gái cho người mẹ ngoài đời thực của họ, Melanie Griffith. Phim do cha dượng khi đó của cô, Antonio Banderas, làm đạo diễn. Năm 2006, cô được chọn là Hoa hậu Quả cầu vàng 2006, nơi cô là Hoa hậu Quả cầu vàng thế hệ thứ hai đầu tiên trong lịch sử của Quả cầu Vàng.

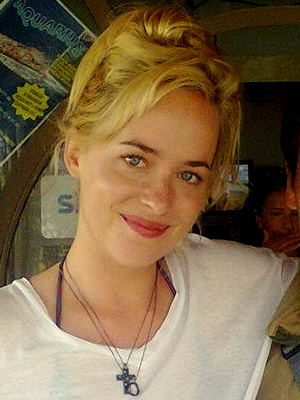
Johnson trên phim trường A Bigger Splash năm 2014.

Năm 2006, Johnson ký hợp đồng với IMG Models. Mặc dù diễn xuất là công việc chính của cô, cô đã làm người mẫu cho dòng quần jean của thương hiệu MANGO vào năm 2009 và quay chiến dịch "Rising Star" cho nhãn hiệu thời trang Australia Wish vào năm 2011.
Khi Johnson tốt nghiệp trung học, cô tham gia các lớp học diễn xuất với giáo viên Tom Todoroff cho đến năm 2008. Cô ký hợp đồng với William Morris Agency và bắt đầu sự nghiệp diễn xuất của mình. Cô xuất hiện với một vai nhỏ là Amelia Ritter trong bộ phim ăn khách được đề cử giải Oscar The Social Network (2010), của đạo diễn David Fincher. Cô có một vai nhỏ trong bộ phim giả tưởng Beastly (2011), tiếp theo là bộ phim truyền hình For Ellen (2012) của So Yong Kim cùng với Paul Dano và Jon Heder, về một nhạc sĩ đang gặp khó khăn trong cuộc chiến giành quyền nuôi con. Cũng trong năm 2012, cô có vai diễn trong bộ phim hài độc lập Goats của Christopher Neil, đóng vai một học sinh tại một trường dự bị; Bộ phim hài lãng mạn The Five-Year Engagement của Nicholas Stoller; và bộ phim hài 21 Jump Street. Cô cũng đóng vai nữ chính trong bộ phim Date and Switch của Chris Nelson do Alan Yang viết kịch bản .
Vào tháng 3 năm 2012, Johnson được chọn vào vai Kate trong loạt phim hài Ben và Kate của Fox , đánh dấu sự ra mắt truyền hình của cô.  Chương trình bị hủy vào ngày 25 tháng 1 năm 2013, sau một mùa. Johnson nhanh chóng tiếp tục sự nghiệp điện ảnh của cô, với một vai nhỏ trong Need for Speed (2014). Năm 2013, cô đóng vai một trong những nhân viên mới trong tập cuối của loạt phim hài The Office của đài NBC.

### 2015–nay: Đột phá
Bước đột phá của Johnson đến với vai chính Anastasia "Ana" Steele trong bộ phim lãng mạn khiêu dâm Fifty Shades of Grey, được công chiếu vào tháng 2 năm 2015 và đã mang lại cho cô sự công nhận trên toàn thế giới. Để giành được vai diễn này, Johnson đã phải cạnh tranh với Lucy Hale, Felicity Jones, Elizabeth Olsen, Danielle Panabaker và Shailene Woodley. Trước những câu hỏi liên quan đến lập trường của cô ấy về quyền giới tính liên quan đến nhân vật của cô ấy trong loạt phim Năm mươi sắc thái, Johnson nói: "Tôi tự hào về [bộ phim]. Tôi hoàn toàn không đồng ý với những người nghĩ Ana yếu đuối. Tôi nghĩ cô ấy thực sự mạnh hơn anh ta. Mọi thứ cô ấy làm đều do cô ấy lựa chọn. Và nếu tôi có thể là người ủng hộ phụ nữ làm những gì họ muốn với cơ thể của mình và không xấu hổ về những gì họ muốn, thì tôi là tất cả vì điều đó."

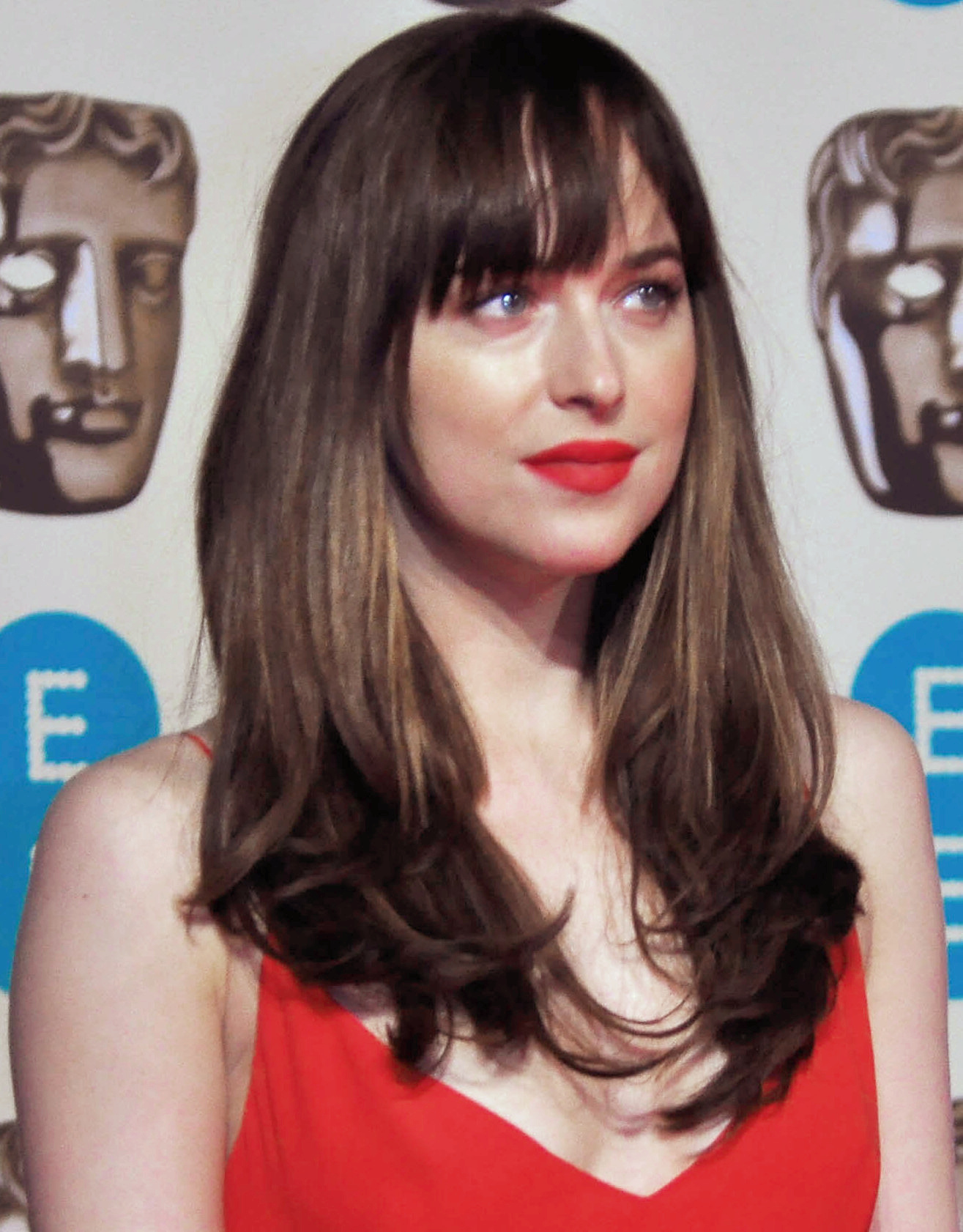
Johnson tại Lễ trao giải BAFTA 2016

Vào ngày 15 tháng 2 năm 2015, Johnson xuất hiện trong chương trình đặc biệt kỷ niệm 40 năm của Saturday Night Live và tổ chức SNL vào ngày 28 tháng 2 năm 2015, khiến cô trở thành con gái thứ hai của một cựu người dẫn chương trình SNL (sau Gwyneth Paltrow , người mà mẹ Blythe Danner đã tổ chức trong phần bảy của chương trình mùa giải năm 1982) để tổ chức chương trình. Cũng trong năm 2015, cô tái hợp với diễn viên Johnny Depp của 21 Jump Street, đóng vai mẹ của đứa con của nhân vật anh trong bộ phim truyện Black Mass. Jessica Kiang của IndieWire nói rằng cô ấy "chẳng làm nên chuyện gì" trong vai diễn của mình. Năm 2015, Johnson đóng vai chính trong bộ phim kinh dị A Bigger Splash của Luca Guadagnino, cùng với Tilda Swinton , Matthias Schoenaerts và Ralph Fiennes. Cô đã trình diễn trong một lần cover bài hát "Unfornough", cùng với Fiennes cho nhạc phim của bộ phim. Viết cho Rolling Stone, Peter Travers nói rằng Johnson đã cho thấy rằng nhân vật của cô ấy "có nhiều thứ trong tâm trí cô ấy hơn là trượt dài một cách quyến rũ". Theo Christy Lemire từ RogerEbert.com: "A Bigger Splash cho phép Johnson trở nên hài hước và quyến rũ hơn cô ấy trong Fifty Shades of Grey". Cùng năm đó, sự ra mắt của Cymbeline, một bộ phim hiện đại chuyển thể từ vở kịch của William Shakespeare, trong đó cô đóng vai chính cùng Ethan Hawke và Ed Harris. How to Be Single năm 2016, với Leslie Mann và bạn diễn Date and Switch của cô, Nicholas Braun. Cô ấy trình diễn bản cover bài hát "Can't Take My Eyes Off of You", cùng với các diễn viên Zani Jones Mbayise, Vanessa Rubio và Damon Wayans Jr. cho nhạc phim. Johnson được mời gia nhập Viện Hàn lâm Khoa học và Nghệ thuật Điện ảnh vào tháng 6 năm 2016.
Johnson đã tập luyện vũ đạo để chuẩn bị cho Luca Guadagnino 's Suspiria (2018), một bộ phim kinh dị siêu nhiên và làm lại từ phim năm 1977 của Dario Argento , trong đó cô đóng vai một vũ công người Mỹ ở Berlin đăng ký vào học viện do một nhóm phù thủy điều hành. David Ehrlich của IndieWire mô tả màn trình diễn của Johnson trong phim là "không ăn năn một cách ly kỳ". Cũng trong năm 2018, cô đóng vai chính trong bộ phim kinh dị mới Bad Times at the El Royale của Drew Goddard , với Jeff Bridges , Jon Hamm và Chris Hemsworth. Trong phim, cô vào vai một cô nàng hippie đang ở tại một khu nghỉ dưỡng ở biên giới California - Nevada, nơi cuộc sống của nhiều người có quá khứ đáng ngờ giao nhau. Screen Rant xếp hạng diễn xuất của Johnson là tốt thứ tư trong phim và tuyên bố rằng "cô ấy mang đến một sức mạnh tiềm ẩn, kín đáo cho vai diễn của mình".
Năm 2019, Johnson đóng vai chính trong bộ phim kinh dị tâm lý, Wounds, đối diện với Armie Hammer, do Babak Anvari đạo diễn, dựa trên tiểu thuyết kinh dị The Visible Filth của Nathan Ballingrud. Phim có buổi ra mắt thế giới tại Liên hoan phim Sundance vào ngày 26 tháng 1 năm 2019.  Sau đó, cô đóng vai chính trong bộ phim phiêu lưu độc lập được đánh giá tốt,The Peanut Butter Falcon, cùng với Shia LaBeouf và Bruce Dern, đã có buổi ra mắt thế giới tại South by Southwest vào ngày 9 tháng 3 năm 2019. Cô xuất hiện trong bộ phim truyền hình Our Friend, cùng Casey Affleck và Jason Segel , và do Gabriela Cowperthwaite làm đạo diễn. Bộ phim dựa trên cuộc sống thực của cặp đôi Nicole và Matthew Teague, đối mặt với cái chết sắp xảy ra của Nicole, nhìn thấy người bạn thân nhất của họ chuyển đến để giúp họ ra ngoài. Cô đã hát trên ba bản cover của bài hát cho nhạc phim, bao gồm một trong "If I Had the World to Give" của Grateful Dead. Joe Morgenstern của The Wall Street Journal đã viết rằng "sự thân mật trong diễn xuất của cô Johnson thật phi thường. Cô ấy là người kém quyết đoán nhất trong số các ngôi sao điện ảnh, nhưng lòng dũng cảm, sự tuyệt vọng và giận dữ mà cô ấy tìm thấy ở Nicole sẽ nâng bạn dậy và xoay chuyển bạn". Trong khi Gary Goldstein từ Los Angeles Times nói rằng Johnson "gây ấn tượng với phạm vi ảnh hưởng - từ tán tỉnh, sôi nổi và yêu mến đến cứng rắn, giận dữ và cam chịu; đó là một màn trình diễn đáng yêu".

Johnson trong một cuộc phỏng vấn với Architectural Digest vào năm 2020.

Johnson thành lập công ty sản xuất TeaTime Pictures, cùng với cựu giám đốc phát triển của Netflix, Ro Donnelly, để phát triển các dự án phim và truyền hình. Năm 2020, Johnson ra mắt đạo diễn, đồng đạo diễn (với Cory Bailey) video âm nhạc cho "Cry Cry Cry" của Coldplay, có sự góp mặt của bạn trai Chris Martin. Johnson đóng vai chính cùng với Tracee Ellis Ross trong bộ phim kịch tính The High Note, được phát hành vào ngày 29 tháng 5 năm 2020. Màn trình diễn của cô được coi là "có lẽ là màn trình diễn tốt nhất và chắc chắn đáng yêu nhất" theo Chicago Sun Times. Scott Mendelson của Forbes nói rằng Johnson và Kelvin Harrison Jr có "phản ứng hóa học tự nhiên, thoải mái và những cảnh quay chậm của họ tạo thành xương sống cảm xúc của bộ phim", ngược lại Ann Hornaday của The Washington Post viết rằng "trông cô ấy thật đáng yêu tại và không bao giờ có thể bị buộc tội là hoạt động thái quá, nhưng xét về mặt truyền đạt ý tưởng duy nhất, Johnson không thể sánh được với [Tracee Ellis] Ross những thay đổi về giai điệu được cân chỉnh cẩn thận giữa sự nghiêm túc, tự nhận thức, cô lập và gần gũi với thực tế." Năm 2021, cô đóng vai chính trong The Lost Daughter của đạo diễn Maggie Gyllenhaal, dựa trên tiểu thuyết cùng tên của Elena Ferrante.

#### Dự án sắp tới
Cô ấy sẽ đóng vai chính trong Am I Ok? của Stephanie Allyne và Tig Notaro, một series chuyển thể của Netflix về Persuasion của tác giả Jane Austen, [ Cha Cha Real Smooth của Cooper Raiff, Daddio của đạo diễn Christy Hall  và Crackpot của đạo diễn Elaine Tháng Năm. Ngoài ra, Johnson ký hợp đồng đóng vai chính và sản xuất Rodeo Queens, một loạt phim giả tưởng do Carrie Brownstein đạo diễn cho Amazon Studios.
Johnson sẽ đóng vai trò là nhà sản xuất điều hành một số bộ phim của TeaTime Pictures. Cô sẽ sản xuất và đóng vai chính trong Forever, Interrupt , trong đó cô sẽ đóng vai một góa phụ trẻ, Unfit, trong đó cô sẽ đóng vai Carrie Buck trong một bộ phim truyền hình về phòng xử án những năm 1920 dựa trên cuốn sách phi hư cấu Imbeciles: The Supreme Court, American Eugenics, and the Sterization of Carrie Buck của Adam Cohen, và Queens of the Stoned Age, dựa trên bài báo GQ của Suketu Mehta. Ngoài ra, cô ấy sẽ đóng vai chính và sản xuất miniseries Cult Following.
Gần đây nhất, công ty TeaTime Pictures của cô đã nhận được một cổ phần thiểu số quan tâm đến Boat Rocker.
Vào tháng 2 năm 2022, Johnson được chọn vào vai Madame Web trong bộ phim siêu anh hùng sắp tới cùng tên, thuộc Vũ trụ Người Nhện của Sony.

## Cuộc sống cá nhân và các công việc kinh doanh khác
Johnson trước đây đã tham gia vào các mối quan hệ lâu dài với người yêu thời thơ ấu của cô , nhạc sĩ Noah Gersh  và nam diễn viên Jordan Masterson. Cô ấy hẹn hò với Matthew Hitt , giọng ca chính của ban nhạc indie rock Drowners của xứ Wales , không liên tục trong gần hai năm cho đến năm 2016. Cô ấy có quan hệ tình cảm với nhạc sĩ kiêm ca sĩ người Anh Chris Martin kể từ tháng 10 năm 2017. Họ cư trú tại Malibu, California .
Johnson là một người đam mê xăm hình. Năm 2018, cô hợp tác với 300 phụ nữ ở Hollywood để thành lập sáng kiến Time's Up nhằm bảo vệ phụ nữ khỏi bị quấy rối và phân biệt đối xử và vào năm 2020, cô ủng hộ phong trào "defund the police".
Johnson được bổ nhiệm làm đại sứ thương hiệu cho nhãn hiệu thời trang cao cấp, Gucci. Vào tháng 11 năm 2020, có thông báo rằng cô trở thành nhà đầu tư và đồng giám đốc sáng tạo của Maude, một thương hiệu chăm sóc sức khỏe tình dục.

## Danh sách phim

### Điện ảnh
| Năm  | Phim                       | Vai diễn                | Ghi chú           |
| ---- | -------------------------- | ----------------------- | ----------------- |
| 1999 | Crazy in Alabama           | Sondra                  |                   |
| 2010 | The Social Network         | Amy Ritter              |                   |
| 2010 | All That Glitters          | Dianica French          | Phim ngắn         |
| 2011 | Beastly                    | Sloan Hagen             |                   |
| 2012 | For Ellen                  | Cynthia "Cindy" Taylor  |                   |
| 2012 | Goats                      | Minnie                  |                   |
| 2012 | 21 Jump Street             | Fugazy                  |                   |
| 2012 | The Five-Year Engagement   | Audrey                  |                   |
| 2012 | Transit                    | Elizabeth               | Phim ngắn         |
| 2014 | Date and Switch            | Em                      |                   |
| 2014 | Need for Speed             | Anita Coleman           |                   |
| 2014 | Closed Set                 | Leading Lady            | Phim ngắn         |
| 2015 | Fifty Shades of Grey       | Anastasia Steele        |                   |
| 2015 | Cymbeline                  | Imogen                  |                   |
| 2015 | Chloe and Theo             | Chloe                   |                   |
| 2015 | Black Mass                 | Lindsay Cyr             |                   |
| 2015 | A Bigger Splash            | Penelope Lannier        |                   |
| 2015 | In a Relationship          | Willa                   | Phim ngắn         |
| 2015 | Vale                       | Rachel                  | Phim ngắn         |
| 2016 | How to Be Single           | Alice Kepley            |                   |
| 2017 | Fifty Shades Darker        | Anastasia Steele        |                   |
| 2018 | Fifty Shades Freed         | Anastasia Steele        |                   |
| 2018 | Suspiria                   | Susanna "Susie" Bannion |                   |
| 2018 | Bad Times at the El Royale | Emily Summerspring      |                   |
| 2019 | Wounds                     | Carrie                  |                   |
| 2019 | The Peanut Butter Falcon   | Eleanor                 |                   |
| 2019 | Our Friend                 | Nicole Teague           |                   |
| 2020 | The Nowhere Inn            | Herself                 |                   |
| 2020 | The High Note              | Maggie Sherwoode        |                   |
| 2021 | The Lost Daughter          | Nina                    |                   |
| 2022 | Am I Ok?                   | Lucy                    | Kiêm nhà sản xuất |
| 2022 | Cha Cha Real Smooth        | Domino                  | Kiêm nhà sản xuất |
| 2022 | Persuasion                 | Anne Elliot             | Hậu kỳ            |

### Truyền hình
| Năm       | Tiêu đề             | Vai                                 | Ghi chú                              |
| --------- | ------------------- | ----------------------------------- | ------------------------------------ |
| 2012–2013 | Ben and Kate        | Kate Fox                            | Vai chính; 16 tập                    |
| 2013      | The Office          | Dakota                              | Tập: "Finale"                        |
| 2015      | Saturday Night Live | Chính mình (người dẫn chương trình) | Tập: "Dakota Johnson/Alabama Shakes" |

### MV
| Năm  | Tiêu đề       | Nghệ sỹ  | Ghi chú                       |
| ---- | ------------- | -------- | ----------------------------- |
| 2020 | "Cry Cry Cry" | Coldplay | Đồng đạo diễn với Cory Bailey |